# Barrage de Gebere
Le barrage de Gebere est un barrage en Turquie.

## Sources
- (en) www.dsi.gov.tr/tricold/gebere.htm Site de l'agence gouvernementale turque des travaux hydrauliques